# Concejo (historia)
Concejo era la asamblea de los vecinos de las localidades que participaban en el gobierno de las mismas, en los reinos cristianos de la Alta Edad Media en la península ibérica.
Etimológicamente, deriva del latín concilium que significa reunión o asamblea, término también utilizado como sinónimo.

## Características
El concejo era la reunión general de los vecinos que, en asamblea de todos ellos, decidían sobre el aprovechamiento comunal de prados, bosques y montes vecinales con fines ganaderos y agrícolas, de los regadíos y de la explotación del molino, el horno o el pozo de sal. Y no solo para asuntos económicos, sino para actos administrativos y judiciales, así como para dar autenticidad, fuerza y eficacia en derecho a los documentos que se redactaban en su presencia.
El concejo solía reunirse los domingos, después de misa, en el atrio de una iglesia. La llamada a concejo se realizaba mediante repique de las campanas de la iglesia o mediante otro instrumento. Su asistencia era obligatoria, multándose al vecino que no acudía.

el conceio de la tierra de Lagnneo siendo ajuntados a la puente de Oturiellos llamados por vozina asi como avemos por costume
Carta-puebla de Langreo, 1338

En la Corona de Castilla se solía nombrar un juez para presidir el concejo y aplicar el fuero y uno o dos alcaldes para administrar justicia, en un primer momento, ampliando funciones administrativas a fines de la Edad Media. En el Reino de Aragón los concejos eran presididos por un zalmedina, en Cataluña por un bayle y en el Reino de Navarra por una justicia.
A un nivel inferior se encontraban los jurados o sus equivalentes, cónsules y pahers y otros cargos auxiliares como los sayones (oficiales de justicia cuyo cometido principal era hacer citaciones, percibir multas y ejecutar embargos), los fieles (encargado de inspeccionar pesos y medidas), los pregoneros o los alguaciles.

## Tipos
Se denominaba concejo abierto a la reunión de todos los habitantes de la localidad que tuvieran la condición de vecinos. En algunos casos, en la asamblea solo se reunían algunos vecinos destacados (boni homines), denominándose entonces, concejo cerrado.  
El concejo fue abierto sobre todo en León y Castilla, mientras que en el Reino de Aragón predominaba el cerrado.

## Orígenes y evolución
Aparece en el siglo X en el Reino de Asturias y León, en Navarra y en el Reino de Aragón, aunque más generalizado y definido en su actuación en el primero. En el Señorío de Vizcaya recibió el nombre de anteiglesia.
Según Luis García de Valdeavellano, la institución procede de la Conventus publicus vicinorum (Asamblea pública de vecinos) visigoda, aunque Julio Valdeón Baruque considera que «es una creación específica de la Edad Media». El concejo es considerado como uno de los antecedentes del municipio, y ambos términos llegaron a convertirse en sinónimos, sobre todo a partir del siglo XII, por el incremento del número de habitantes de villas o ciudades, y la necesidad de restringir el número de convocados.
La concesión de algunas libertades a los pobladores de algunos lugares, a través de sus fueros, tuvo influencia en la aparición del concejo. Con la concesión del fuero, los pobladores de la localidad accedían, además de a otros derechos, como la libertad de residencia, a la posesión y aprovechamiento de bienes que antes eran monopolio del rey o del señor.
Los vecinos, reunidos en concejo, van adquiriendo más capacidad de autogobierno, a costa de los representantes del poder del señor. Así primero exigen que el dominus villae, que antes designaba el rey y tenía delegada su autoridad, sea elegido entre los propios vecinos, para llegar a su elección por el concejo, junto a otros cargos.